# Zollschule Flensburg

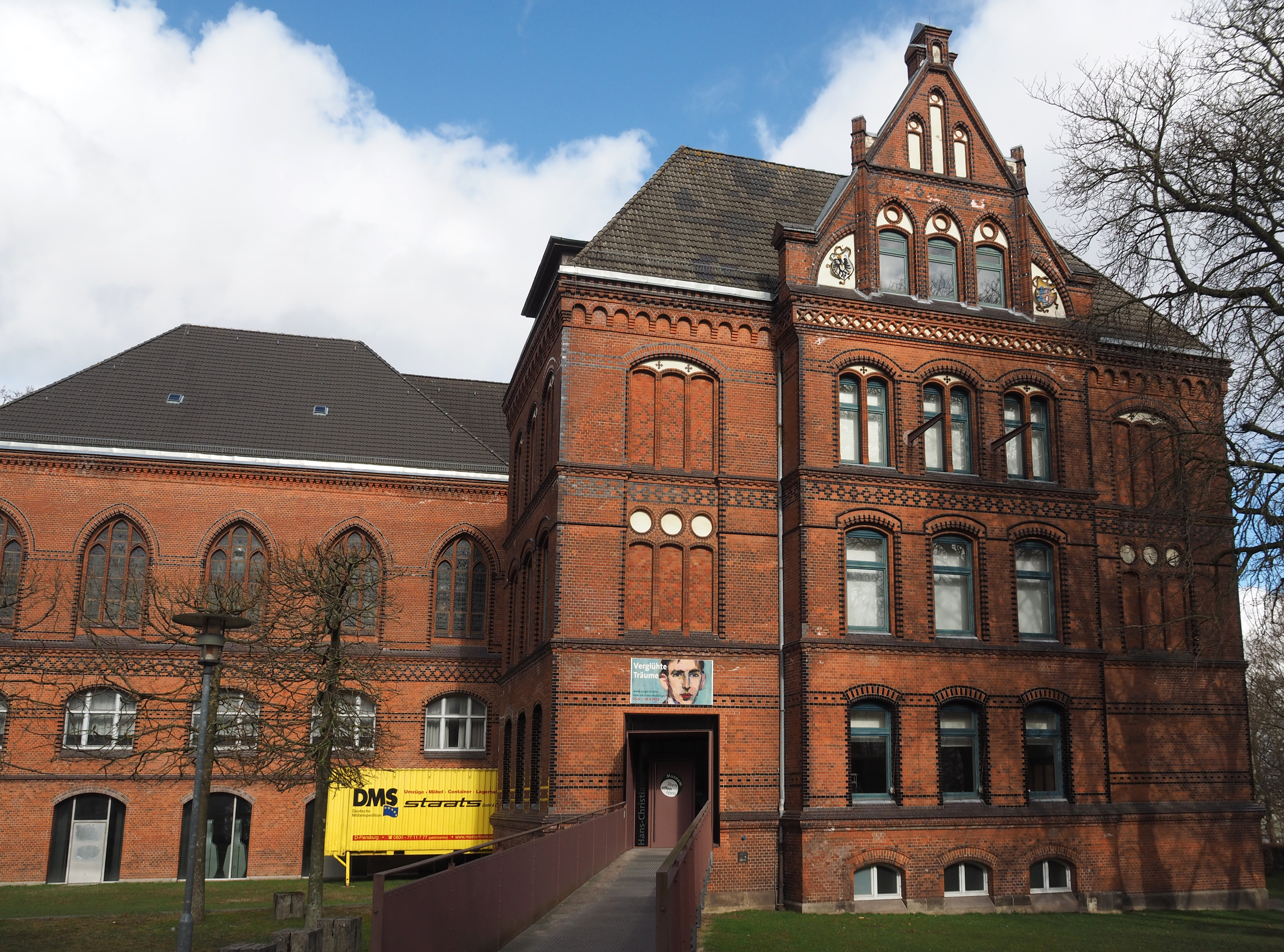
Die alte Zollschule an der Reepschlägerbahn (Foto 2015)

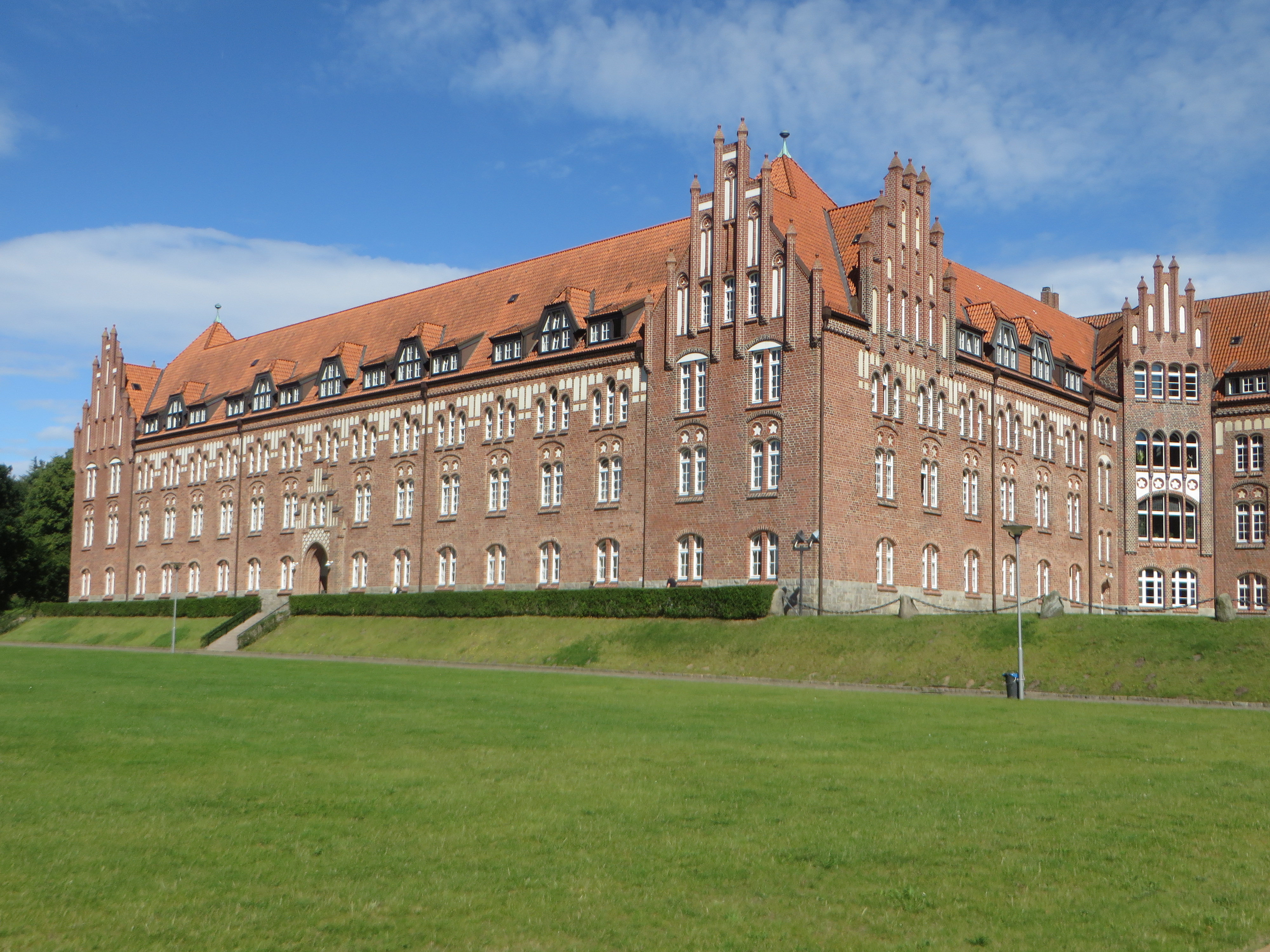
1950 zog die Zollschule in den Nordflügel der Marineschule Mürwik, also dem linken Flügel, wenn vom Wasser aus auf das Gebäude geblickt wird. (Foto 2016)

Die Zollschule Flensburg (zeitweise auch: Zollgrenzschutzschule Flensburg) wurde im Jahr 1938 gegründet. In 18 Jahren wurde eine große Anzahl von Zöllnern in Flensburg ausgebildet. Die Zollschüler prägten daher mit ihren grünen Uniformen zu einem erheblichen Teil das Straßenbild der Grenzstadt Flensburg in dieser Zeit. Im Jahr 1956 wurde die Zollschule aufgelöst und von Flensburg wegverlegt. Die Schulgebäude, in denen sich die Zollschule befand, gehören heute zu den Kulturdenkmalen der Stadt Flensburg.

## Hintergrund

### Die Zollschule auf dem Museumsberg
Die Reichsfinanzverwaltung kaufte Ende der 1930er Jahre von der Stadt Flensburg die alte Oberrealschule und Landwirtschaftsschule, dem Vorgängerbau der Goethe-Schule auf dem Museumsberg an der Reepgschlägerbahn. In der Schule wurde sodann die Zollschule Flensburg eingerichtet. Flensburg bot verschiedene Standortvorteile. Die Landesgrenze bestand dort aus einer Landgrenze mit Eisenbahn- und Straßenübergangen sowie eine Wassergrenze. In der Ausbildung war es daher möglich, Theorie und Praxis umfassend zu verknüpfen. Am 5. Januar 1938 wurde die Zollschule durch den Staatssekretär Fritz Reinhardt eröffnet. 1943 wurde der Lehrbetrieb der Schule eingestellt. Das Gebäude wurde als Lazarett beansprucht.

### Die Neueröffnung der alten Zollschule
Drei Jahre später, im Jahr 1946, nahm die Zollschule ihren Lehrbetrieb wieder auf. Die in dieser Zeit offenbar auch „Zollgrenzschutzschule“ und englisch „Frontier Control School“ genannte Schule stand seit ihrer Neueröffnung unter britischer Kontrolle. Am 5. Juli 1946 wurde der Regierungsrat Dr. Grill zum Inspekteur des Zollgrenzschutzes und Leiter der Zollgrenzschutzschule Flensburgs ernannt. Die Inspektion des Zollgrenzschutzes zog mit in das Schulgebäude ein.
Alfred Vogt, der am 2. November 1896 in Riegersdorf, Kreis Strehlen, in Schlesien geboren war, war 1940 als Vorsteher an das Zollamt Flensburg-Bahnhof versetzt worden. Im Oktober 1947 wurde er zum Zollrat befördert und übernahm am 15. November 1949 Leitung der Schule. Der Zollrat Japp übernahm zeitgleich die Leitung der Inspektion. Da im Zuge der neuen politischen Entwicklung die Zonengrenze ebenfalls mit Zollbeamten ausgestattet werden musste, war zuvor im Sommer des Jahres 1949 vorübergehend eine Zweigstelle der Schule in Eckernförde-Carlshöhe eingerichtet worden. Wie lange diese Zweigstelle existierte, ist unklar.
Im Jahr 1950 sollte die britische Kontrolle über die Schule enden. Zu dieser Zeit forderte die Stadt Flensburg das Schulgebäude auf Grund großer Schulraumnot zurück. In Folge wurde das Gebäude an die Stadt verpachtet. Die Inspektion Flensburg wurde am 1. Februar 1950 nach Lübeck verlegt.

### Die Mürwiker Zollschule

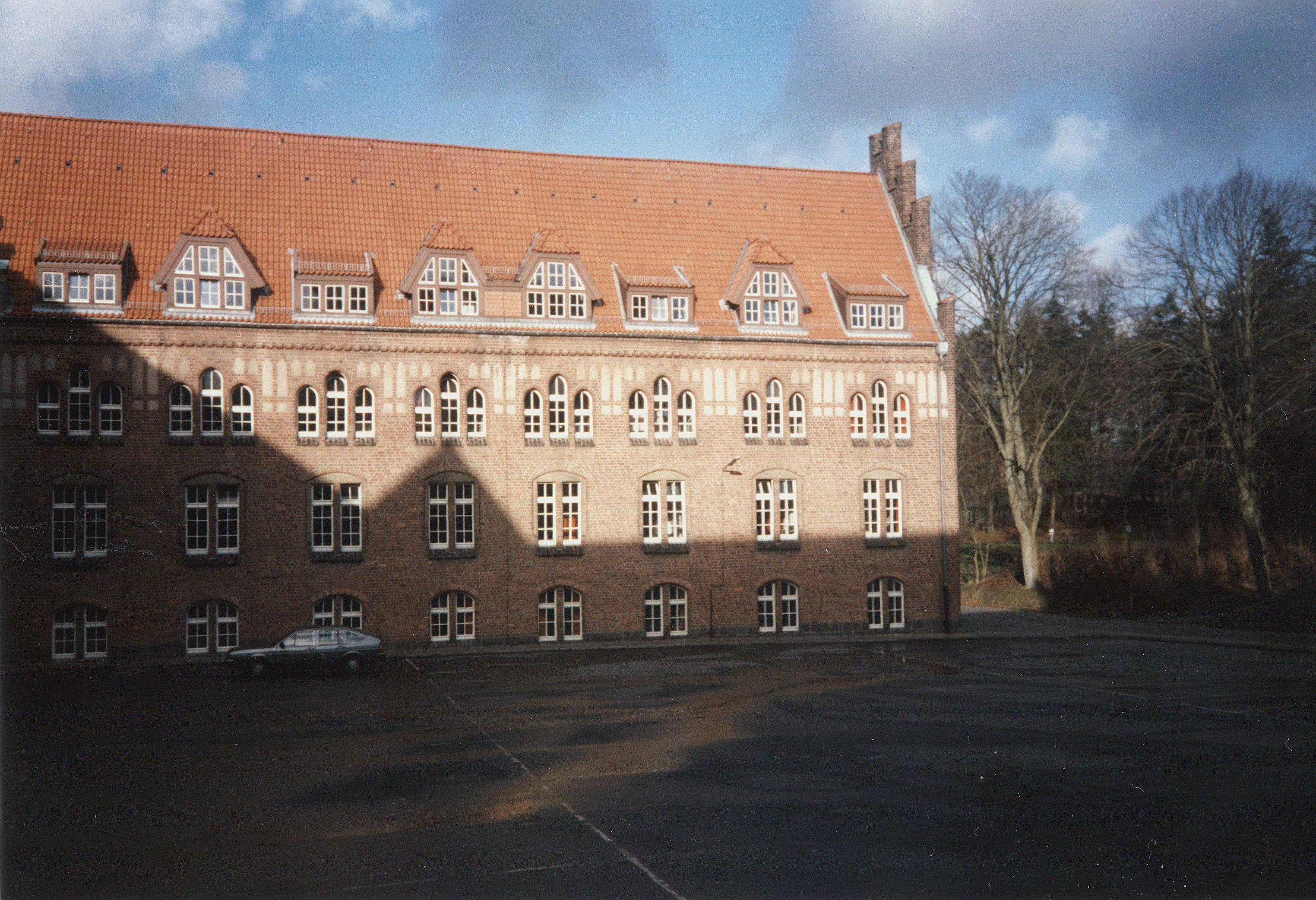
Hinterer von der Wasserseite nicht sichtbarer Nordflügelteil des Roten Schlosses im Februar 1989

Am 1. April 1950 zog die Zollschule Flensburg nach Flensburg-Mürwik um, wo sie in den Nordflügel der Marineschule Mürwik einzog. Offenbar zogen noch zwei weitere Dienststellen des Zoll mit in der neuen Schule ein. Seit dem Umzug wurde die Zollschule Flensburg auch „Mürwiker Zollschule“ genannt. Zwischen 1950 und 1956 fanden 17. vierteljährliche Lehrgänge für Zoll-Assistenten sowie eine ganze Anzahl mehrwöchiger Speziallehrgänge in Mürwik statt. Wasserzollbeamte, Zollgrenzkommissare, Angehörige des Bonner Finanzministeriums sowie Spezialisten für Wertzoll und Betreibung besuchten die Mürwiker Zollschule. Die Ausbildung umfasste Maßnahmen zur Bekämpfung von Schmuggel, das Erlernen von Polizeigriffen, den Gebrauch von Schusswaffen, Pistolen, Karabinern und Maschinenpistolen. Für diese Fertigkeiten geübt wurde dafür am nahgelegenen Schießstand beim Tremmeruper Wald. Das Lehrpersonal bestand aus zehn Lehrern, die aus dem Zollbereich kamen. Im November 1951 wurde Alfred Vogt zum Regierungsrat befördert, die Leitung der Schule behielt er bei.

### Das Ende und Überreste der Zollschule Flensburg

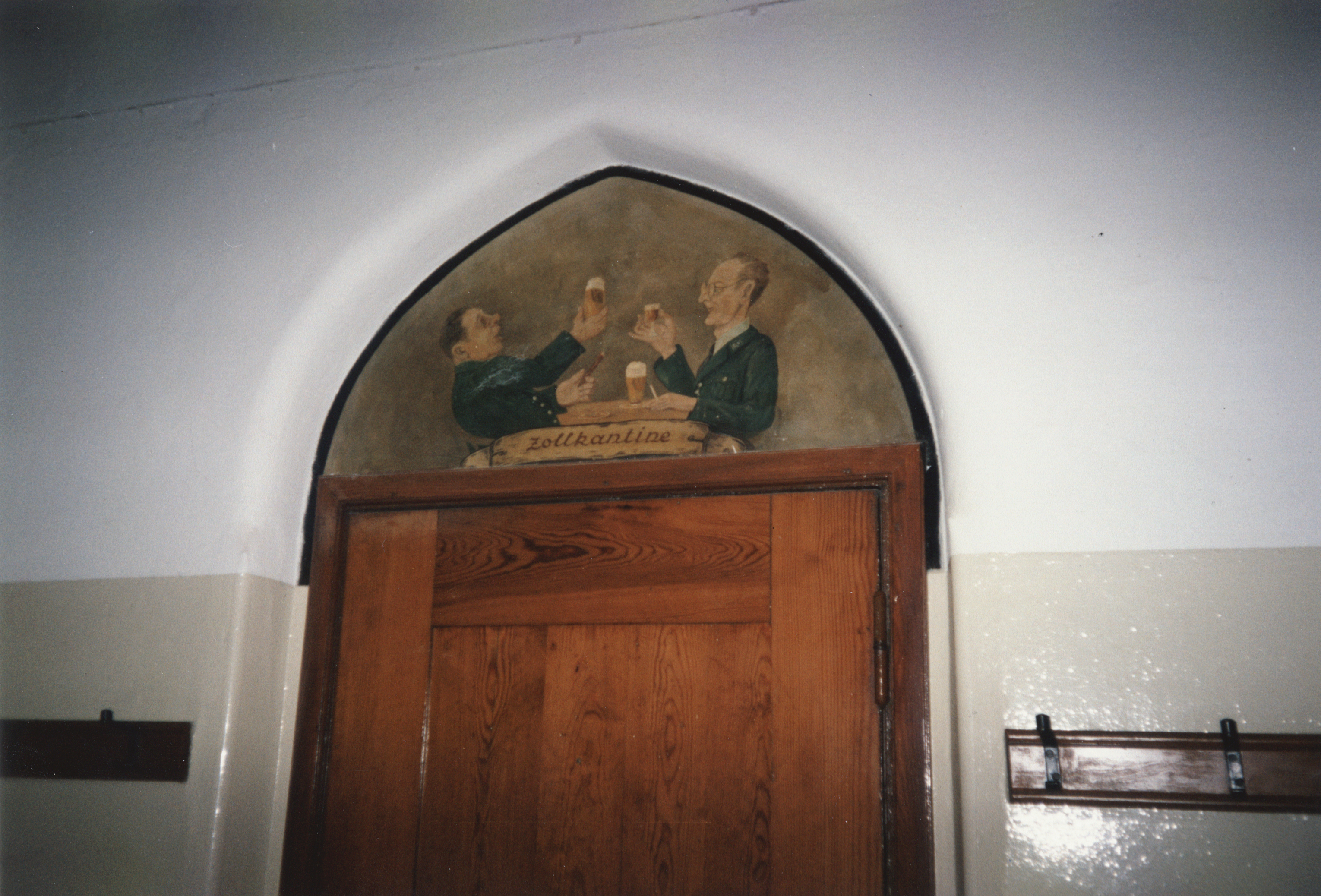
Zollkantine im Untergeschoss des Hauptgebäudes der Marineschule, mit einer Abbildung fröhlich trinkender Zöllner aus den 1950er Jahren über der Tür. (1989)

1956 wurde die Zollschule Flensburg, die zuletzt in der Marineschule Mürwik beheimatet war, raus aus Flensburg verlegt. Die Innerdeutsche Grenze hatte an Bedeutung gewonnen. Der Kalte Krieg hatte begonnen. Ende März 1956 wurde die Zollschule Flensburg aufgelöst. Zum 1. April 1956 wurden offenbar Teile, vermutlich in Form des Aktenbestandes, nach Bonn verlegt. Es gibt auch die Behauptung, dass die Flensburger Zollschule nach Cuxhaven verlegt wurde. Dort in Cuxhaven soll zu dieser Zeit ebenfalls eine Zollschule existiert haben. Möglicherweise wurde aber auch alles andere nach Bad Gandersheim verlegt, wo nach dem Krieg nahe der Zonengrenze eine Zollschule eingerichtet worden war. Der genaue Verbleib der Flensburger Zollschule ist also nicht genau dokumentiert und ist unklar.
Die Marine benötigte das Gebäude an der Förde wieder und bezog es noch im selben Jahr. Das Flensburger Tageblatt verabschiedete die Zollschule mit den folgenden Worten: „Wenn der Dienst vorbei war, dann gehörten die grünen Uniformen der Zollschüler 18 Jahre lang zum Straßenbild der Grenzstadt. Es gibt viele, die ihnen nachtrauern. Aber da ist ein Straßenbahnschaffner der Linie 3, die nach Mürwik fährt, und er hat aus jahrelanger Erfahrung einen Trost: „Die eine Uniform geht, die andere wird bald folgen.“ Denn die Zollschule muß räumen, weil das Bundesverteidigungsministerium die alten Marinegebäude für die neue Marine beansprucht.“
Ungefähr 9.000 Lehrgangsteilnehmer, die aus dem gesamten Bundesgebiet kamen, hatten in den fünf Jahren die Mürwiker Zollschule besucht. Die gesamte Anzahl der Teilnehmer, über die gesamte Zeit des Bestehens der Flensburger Zollschule, ist unbekannt.
Alfred Vogt wohnte mit seiner Familie noch einige Jahre weiter in der Schule.
Das Schulgebäude auf dem Museumsberg ist heute eines der Kulturdenkmale des Stadtteils Friesischer Berg. Das Schulgebäude in Mürwik ist heute eines der Kulturdenkmale des Stadtteils Mürwik. In der Marineschule Mürwik erinnert heute noch die Zollkantine an die ehemalige Mürwiker Zollschule.